# Gmina Rožaje
Rožaje (czar., sr. Opština Rožaje / Општина Рожаје) - jedna z dwudziestu jeden gmin Czarnogóry. Znajduje się na wschodzie kraju, przy granicy z Serbią i Kosowem. Ośrodkiem administracyjnym gminy jest miasto Rožaje.

## Miejscowości
W gminie znajduje się 65 miejscowości: miasto Rožaje i 64 wioski. Zgodnie z postanowieniem ustawy o organizacji terytorialnej wsie:  Balotići, Bogaji, Dacići, Grižice, Plumci i Sinanovići otrzymały nowe nazwy - Balotiće, Bogaje, Daciće, Grižica, Plunce i Sinanovića Luke, a także utworzono nowe wsi: Baza, Bandžovo Brdo, Bačevac, Blace, Gornja Crnča, Gornji Bukelj, Grahovača, Gusnice, Donja Crnča, Donje Biševo, Donji Bukelj, Dračenovac, Đeranovića Luka, Zeleni, Zloglavlje, Kalenderi, Kaluđerski Laz, Kačare, Klanac, Klekovača, Lučice, Malindubrava, Njeguš, Peškovići, Pripeč, Radeva Mahala, Razdolje, Ramovići, Stupa, Suho Polje, Tuzova Luka, Ćosovica, Halilovići, Honisiće, Hurije, Čokrlije, Džudževići i Šušteri.

## Liczba mieszkańców
Według spisu powszechnego z 2011 roku w gminie mieszka 13 108 ludzi.

### Grupy etniczne w gminie według spisu z 2011 roku
- Boszniacy: 19 269 osób (83,91%)
- Albańczycy: 1 158 osób (5,04%)
- Muzułmanie: 1 044 osoby (4,55%)
- Serbowie: 822 osoby (3,58%)
- Czarnogórcy: 401 osób (1,75%)
- Pozostali: 198 osób (0,86%)
- Nieokreśleni: 72 osoby (0,31%)

### Grupy wyznaniowe w gminie według spisu z 2011 roku
- Muzułmanie: 21 805 osób (94,95%)
- Prawosławni: 1 055 osób (4,59%)
- Ateiści i agnostycy: 3 osoby (0,01%)
- Pozostali: 53 osoby (0,23%)
- Nieokreśleni: 48 osób (0,21%)

### Grupy językowe w gminie według spisu z 2011 roku
- Język bośniacki: 16 121 osób (70,20%)
- Język czarnogórski: 3 967 osób (17,27%)
- Język albański: 1 055 osób (4,59%)
- Język serbski: 1 026 osób (4,47%)
- Pozostałe języki: 634 osoby (2,76%)
- Nie określono: 161 osób (0,70%)